# Cyanocnemis aureofrons
Cyanocnemis aureofrons – gatunek ważki z rodziny pióronogowatych (Platycnemididae); jedyny przedstawiciel rodzaju Cyanocnemis. Jest endemitem Nowej Gwinei.